# Um Barril de Rap
Um Barril de Rap (parfois abrégé UBR) est un groupe brésilien de hip-hop, originaire de Brasilia, actif entre 2012 et 2017. Durant son existence, il se compose de Froid, Yank, Sampa et Disstinto. Cinq ans après le début de leur carrière, ils obtient un niveau de reconnaissance satisfaisant sur la scène hip-hop underground brésilienne. 

## Histoire
Um Barril de Rap commence ses activités en 2012 dans le but de renforcer la culture hip-hop à Brasilia et de promouvoir une esthétique lyrique caractérisée par la critique sociale, les expériences urbaines et les influences contemporaines du rap national. Dès le début, les membres travaillent en collaboration, composant, produisant et publiant leurs propres morceaux. Les membres Froid et Sampa étaient des camarades de classe et rencontrent ensuite Yank à la Batalha do Neurônio pour former le groupe. Un peu plus tard, le beatmaker Disstinto est invité par Froid à rejoindre UBR. Pendant qu'il était actif, le groupe donne plusieurs concerts dans tout le Brésil,.
En 2015, après trois ans de composition et d'enregistrement, ils sortent leur premier album studio, CD dos Menino, consolidant ainsi l'identité artistique du collectif. Um Barril de Rap (UBR) est connu pour ses productions audiovisuelles originales, réalisées de manière indépendante et avec des partenariats occasionnels. Les créations du groupe sont liées aux labels Xinchila Records et Suburbano, qui contribuent à la distribution et à la promotion des morceaux. La même année, en 2015, le groupe publie également l'album 2a Via, qui comprenait plusieurs apparitions d'artistes invités tels que Victor Xamã et Jean Tassy. 
Le groupe se sépare en 2017 avec le départ officiel de Yank,. En 2019, le groupe UBR est cité à l'Université presbytérienne Mackenzie de São Paulo dans l'ouvrage Papo Reto Uma Revista Sobre Cultura Hip-Hop.

## Style musical
Le style musical d'UBR mélange des éléments du hip-hop classique avec des influences modernes, apportant des paroles qui explorent des thèmes sociaux, existentiels et culturels, en maintenant toujours un lien avec la réalité du Cerrado.

## Discographie

### Albums studio
- 2015 : CD dos Menino
- 2015 : 2a Via